# Ludovico Prosseda
Ludovico Prosseda (Moricone, 24 febbraio 1780 – Moricone, 11 ottobre 1860) è stato un pittore e incisore italiano.

## Biografia
Nacque e visse a Moricone, dove era proprietario della settecentesca villa Aureli.
Fu allievo del pittore Tommaso Minardi.
È stato autore di una carta del Lazio e dell'Etruria (nonostante il titolo "Carta storica della Sabina", che sembra ridurla a quell'area) per il libro "Monumenti sabini" di Giuseppe Antonio Guattani (1827), il quale tuttavia lo definì un "ingenuo pittore".

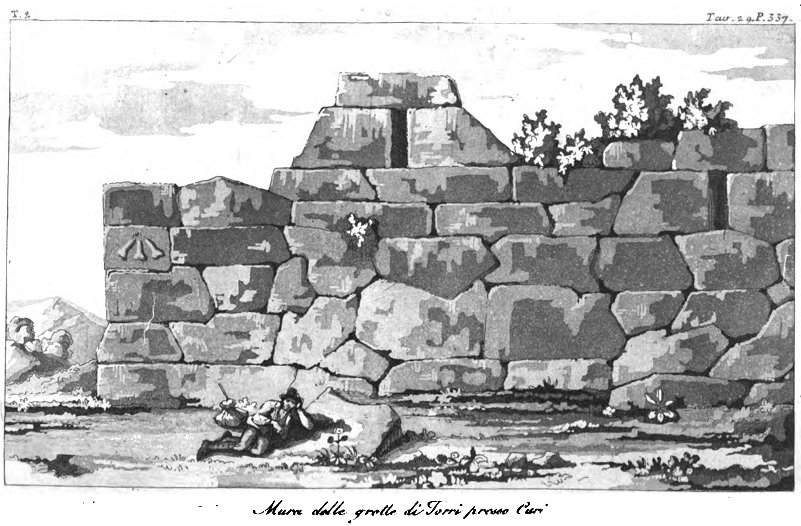
Le mura di Grotte di Torri (1828)

Alcune sue opere, le cui lastre originali sono conservate dalla Stamperia Nazionale, sono esposte all'interno della villa Aureli di Moricone, ora sede del Municipio.
Gli è stata dedicata una via nel Comune di Moricone.